# Wichita County, Kansas
Wichita County är ett administrativt område i delstaten Kansas, USA, med 2 234 invånare. Den administrativa huvudorten (county seat) är Leoti.

## Geografi
Enligt United States Census Bureau har countyt en total area på 2 328 km². 2 327 km² av den arean är land och 1 km² är vatten.

### Angränsande countyn
- Logan County - norr
- Scott County - öst
- Kearny County - söder
- Hamilton County - sydväst
- Greeley County - väst
- Wallace County - nordväst